# East Side - West Side
East Side - West Side è un film muto del 1923 diretto da Irving Cummings. La sceneggiatura si basa sull'omonimo testo di Henry Hull e Leighton Osmun, un lavoro teatrale che non venne mai rappresentato.

## Trama
Il giovane Duncan Van Norman, rampollo di una ricca famiglia molto in vista, si innamora di Lory James, una dell'East Side. La signora Van Norman non vede di buon occhio quella ragazza di umili natali e provoca la rottura fra i due giovani. L'infelicità che causa la riporterà a più miti consigli, fino a chiedere perdono a Lory.

## Produzione
Il film fu prodotto dalla Sol Lesser Productions (come Principal Pictures Corp.)

## Distribuzione
Il copyright del film, richiesto dalla Principal Pictures, fu registrato il 26 dicembre 1923 con il numero LP19760.
Distribuito dalla Principal Distributing e presentato da Irving Cummings, il film uscì nelle sale cinematografiche degli Stati Uniti il 30 giugno 1923. In Spagna, venne ribattezzato con il titolo Mundos opuestos.
Copie complete della pellicola sono conservate negli archivi Lobster Films di Parigi, all'EYE Film Institute Netherlands di Amsterdam, alla Library of Congress di Washington.
Il film è stato distribuito in VHS e DVD dalla The Great Lakes Cinephile Society, Silent Hall of Fame Enterprises e Alpha Video Distributors.